# Sporzon Pál (tanár, 1867–1917)
Sporzon Pál (Buda, 1867. augusztus 29. – Budapest, 1917. december 4.) gazdasági tanár, id. Sporzon Pál fia.

## Élete
A Magyaróvári Királyi Gazdasági Akadémia elvégzése után segéd-gazdatiszt volt; 1892. május 3-tól augusztus 3-ig a rimaszombati földműves-iskolában ösztöndíjas segéd, azután a József-műegyetemen a gazdasági géptan tanszéke mellett tanársegéd lett. 1895-től a debreceni magyar királyi gazdasági tanintézeten mint rendes tanár működött és a gazdasági egyesület titkára volt.
A szakfolyóiratokban főleg a gazdasági gépészet köréből jelentek meg dolgozatai; cikke a Független Ujságban (1896. 52. sz. Mire figyeljen a gazda a gépvásárlásnál?)

## Munkái
- Hazai új vetőgépek. Tanulmány. Budapest, 1895. (Kőnyomat.)
- Boronálás és boronák. Tanulmány. Uo. 1896. (Kőnyomat.)
- A kisgazda mezőgazdasági gépei (Debrecen, 1903)
- A Kőszegi-féle talajművelőgép (Bp., 1910)
- Talajművelésnél kisgazdaságokban használt gépek és eszközök. (Bp., 1910)
- Jelentés a galántai nemzetközi szántógép-bemutatóról. (Társszerző: Karkovács Ákos. Bp., 1915)
- Das Motorpflugwesen in Ungarn (Lipcse, 1917)
- Gyakorlati mezőgazdasági gépkísérleti állomás létesítésének szüksége és tervezete. (Kézirat. Magyaróvár, 1917).